# Green-Spring-Plantage

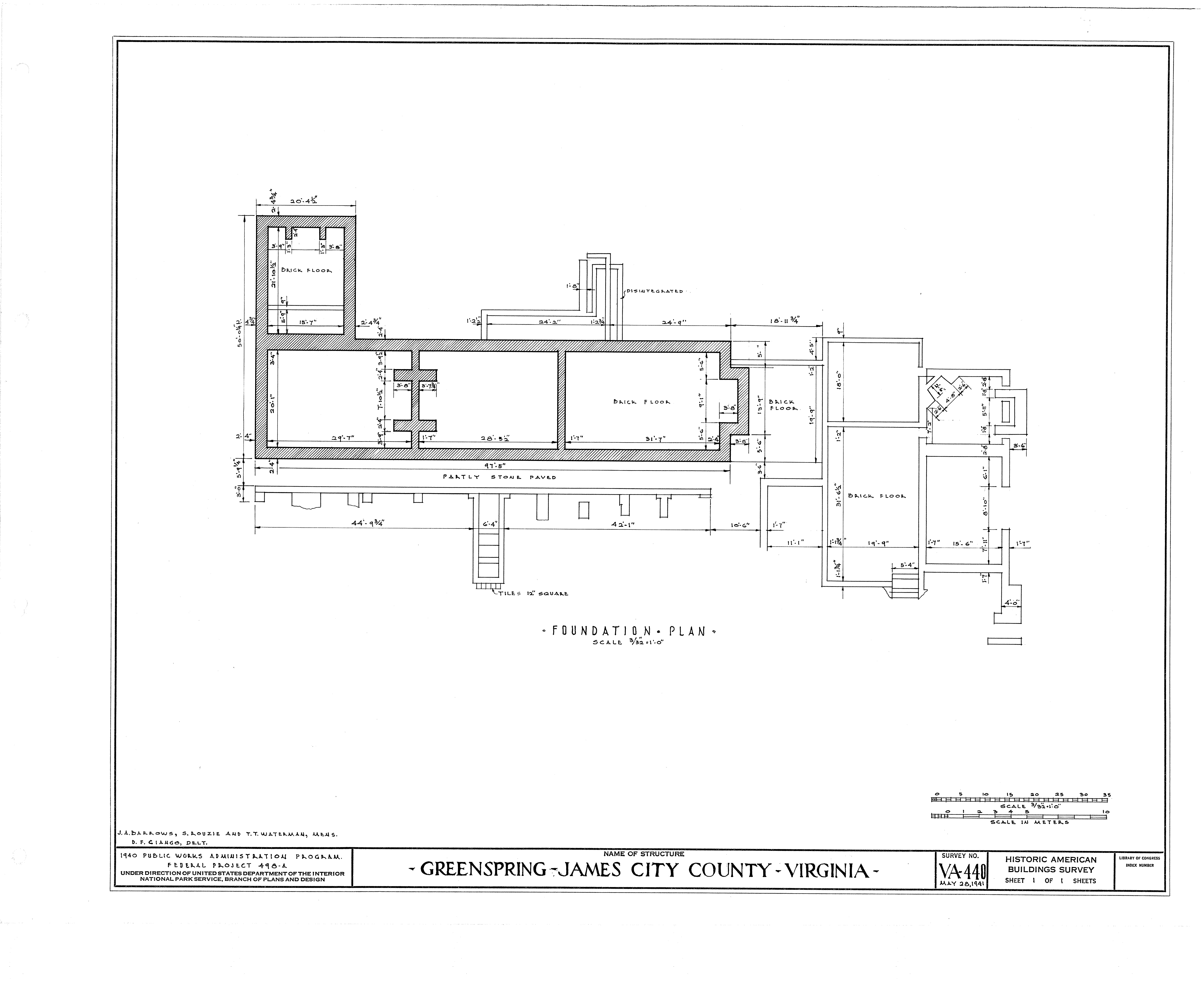
Grundriss der Anlage, erstellt nach 1933

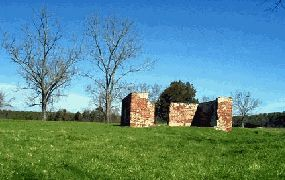
Ruinen des Gefängnisses

Die Green-Spring-Plantage war eine Plantage in James City County im US-Bundesstaat Virginia, etwa acht Kilometer westlich von Williamsburg und etwa fünf Kilometer von Jamestown.
Sie wurde im 17. Jahrhundert von Sir William Berkeley (1605–1677), einem populären Gouverneur des Virginia der Kolonialzeit, und seiner zweiten Frau Frances Stephens Berkeley (geborene Culpeper) angelegt. Berkeley ließ auf der zunächst ca. 8,1 Quadratkilometer (2000 acres) großen Plantage 1645 ein eindrucksvolles Herrenhaus errichten. In der Nähe des Herrenhauses legte Berkeley englische Gärten an, die er mit gewundenen Ziegelmauern umfasste; die Mauern mögen, gemeinsam mit englischen Vorbildern, gut 150 Jahre später Thomas Jefferson zu den gewundenen Ziegelmauern angeregt haben, die er in den Gärten der University of Virginia baute.
Die Plantage, die in ihrer Blütezeit eine Ausdehnung von ca. 28,3 Quadratkilometer erreichte (7000 acres), diente dem Anbau von Wein, Flachs, Früchten, Reis, Maulbeerbäumen für die Seidenraupenzucht, einem Obstgarten mit 1.500 Bäumen und von Orangen in einem Gewächshaus. Es wurden Holz geschlagen und Vieh- und Rennpferde gezüchtet. Außerdem waren auf der Plantage eine Windmühle und eine Töpferei mit Brennofen untergebracht. Die Produkte wurden auf dem Seeweg an Märkte in Nordamerika, auf den Westindischen Inseln, in Großbritannien und in den Niederlanden geliefert. Auf dem Gebiet der Plantage fanden zahlreiche historische Ereignisse statt, darunter Bacon’s Rebellion und mehrere Schlachten des Amerikanischen Unabhängigkeitskriegs sowie des Bürgerkriegs. 1862 zerstörten Truppen der Nordstaaten (Unionsarmee) das Herrenhaus (Ludwell-Lee manor house) der Plantage.
Ein Gesetz des US-Kongresses erlaubte am 5. Juni 1936 den Ankauf des zentralen Areals in Größe von 0,79 Quadratkilometer (196 acres) des ehemaligen Plantagengebiets; 1966 wurde es vom National Park Service erworben und dem Colonial National Historical Park zugeschlagen, einer Gedenkstätte vom Typ eines National Historical Parks zu, dem unter anderem auch Colonial Williamsburg und die Überreste von Jamestown gehören.